# Cyrtopogon callipedilus
Cyrtopogon callipedilus är en tvåvingeart som beskrevs av Friedrich Hermann Loew 1874. Cyrtopogon callipedilus ingår i släktet Cyrtopogon och familjen rovflugor. Inga underarter finns listade i Catalogue of Life.